# Delvin N’Dinga
Delvin Chanel N’Dinga (* 14. März 1988 in Pointe-Noire) ist ein kongolesischer ehemaliger Fußballspieler.

## Karriere

### Verein
Seine Karriere begann N’Dinga 2002 als Junior beim kongolesischen Klub Nico-Nicoye. 2003 wechselte er zu den Diables Noirs. Im Jahr 2005 gelang ihm der Sprung nach Europa. N’Dinga unterschrieb beim AJ Auxerre. Sein Debüt für die erste Mannschaft von Auxerre gab er am 28. Februar 2009 im Spiel gegen den FC Toulouse. Im Juli 2012 wechselte N’Dinga für sechs Millionen Euro zum damaligen Zweitligisten AS Monaco. 2013 gelang ihm mit seinem Verein der Aufstieg in die Ligue 1. Im August 2013 wurde N’Dinga für ein Jahr (mit Kaufoption) an den griechischen Meister Olympiakos Piräus ausgeliehen. Nachdem er auch die Saison 2014/15 bei den Griechen als Leihspieler verbracht hatte, lieh ihn Monaco im Sommer 2015 an Lokomotive Moskau aus und gab ihn dann eine Saison später samt Ablöse an Lokomotive ab.
In der Sommertransferperiode 2017 wechselte er zum türkischen Erstligisten Sivasspor. Dort wurde er schnell zum Stammspieler, absolvierte 51 Pflichtspiele (3 Tore) und verließ den Verein nach zwei Jahren wieder. Dann war er sechs Monate vereinslos und ging im Januar 2020 zu Antalyaspor. Weitere Stationen waren 2021 der griechische Erstligist Panetolikos sowie zuletzt bis zum Sommer 2023 der FC Balzan auf Malta.

### Nationalmannschaft
Am 8. Juni 2008 debütierte der Mittelfeldspieler im Qualifikationsspiel zur Fußball-Weltmeisterschaft 2010 gegen den Sudan (1:0) als Nationalspieler. In bisher 54 Länderspielen konnte er am 14. November 2015 beim Auswärtsspiel in Äthiopien (4:3) seinen einzigen Treffer erzielen.

## Erfolge
- Griechischer Meister: 2014, 2015
- Griechischer Pokalsieger: 2015
- Russischer Pokalsieger: 2017